# Bornholmskabeln
Bornholmskabeln är en växelströmselkabel under Östersjön som förbinder den danska ön Bornholm med det svenska elnätet. Kabeln ägs av Energinet (tidigare av Østkraft) och ansluter till nät ägt av Eon Sverige på den svenska sidan.
Svenska kraftnät har ett avtal om systemdrift med Energinet som bland annat innebär att Svenska Kraftnät reglerar obalanser i Bornholms kraftbalans.

## Avbrott
Sjökabeln har skadats ett flertal gånger: 2004, 2010, december 2012, december 2017 och i februari 2022. Skadan 2012–2013 kostade en halv miljon danska kronor per dag på grund av elprisskillnader mellan Bornholm och södra Sverige samt kostnaderna för två fartyg som väntade på lugnt väder för att kunna reparera kabeln.
På Bornholm finns reservgeneratorer som drivs av diesel och kol för att kunna tillgodose öns elbehov när kabeln är ur drift.
År 2018 lades kabeln djupare i havsbotten för att förhindra skador och förlänga kabelns livslängd. Energinet uppskattade att kabelns livslängd skulle vara ytterligare 20‐25 år.

## Sektioner
Kabelsektionerna är:
- Hasle kraftstation till Bornholms kust: 1,4 km under jord, 400 mm2 ledare vid 60 kV
- Underhavssektion: 43,5 km, 240 mm2 ledare vid 60 kV
- Svensk kust till kabelterminal: 700 m under jord, 400 mm2 ledare vid 60 kV
- Kabelterminal till Borrby transformatorstation: 4,2 km luftledning med 127 mm2 ledare vid 60 kV
- Borrby transformatorstation till Tomelilla transformatorstation: 132 kV linje med två kretsar